# Chris Sawyer's Locomotion
『Chris Sawyer's Locomotion』は、2004年に英国アタリ社が発売したWindows用輸送経営シミュレーションゲーム。題名には作者であるクリス・ソイヤー(Chris Sawyer) の名前が使われている。源流は、マイクロプローズ社の『トランスポートタイクーン』で、システム自体も同社が発売した『ローラーコースタータイクーン』（いずれもクリス・ソイヤーの作品）。ゲームの内容は、鉄道や船、飛行機を設置し、自社の勢力を広げていく、という物。